# Musée archéologique national d'Altamura
Le Musée archéologique national d'Altamura est situé à proximité du centre historique de la ville d'Altamura, à La Croce, une zone archéologique de grande importance, très riche en témoignages depuis l'âge du bronze antique jusqu'à l'époque hellénistique avancée. C'est un héritier du musée municipal du XIXe siècle. L'entrée est gratuite.
Depuis décembre 2014, le ministère des Biens et des Activités culturelles le gère par l'intermédiaire du Centre des musées des Pouilles, devenu en décembre 2019 la Direction régionale des musées,.

## Collections
Au cours d'une série de campagnes de fouilles, commencées immédiatement après la guerre et pendant les années de reconstruction, les nombreuses découvertes archéologiques ont conduit à l'ouverture d'un espace destiné à la conservation et à la présentation de tout ce qui a été progressivement révélé par les investigations sur le territoire, en une zone qui insiste sur l'ancienne colonie des Peucètes dans la zone de La Croce, exactement dans la zone où se trouve aujourd'hui le musée.
Depuis 1997, un itinéraire intitulé « L'Ancienne Population de l'Alta Murgia » est ouvert au public dans lequel se développe toute l'histoire de l'homme et ses témoignages depuis le Paléolithique inférieur jusqu'au haut Moyen Âge.
Le parcours du musée est divisé en quatre sections : 
- préhistorique,
- archaïque,
- classique-hellénistique,
- médiévale.

## Galerie

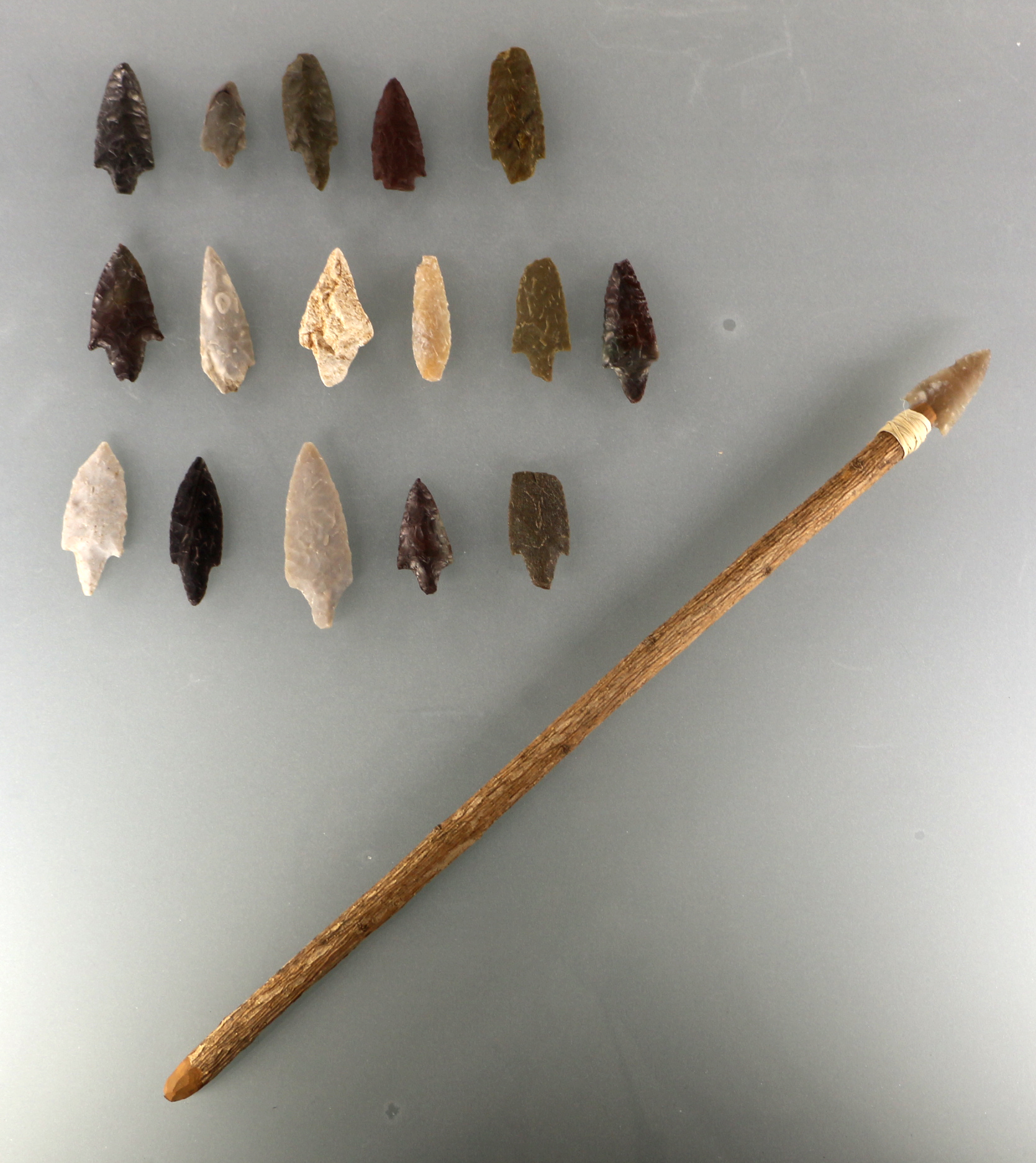
Pointes de flèches en silex (Grotte Nisco) 2500-2000 av. J.-C.
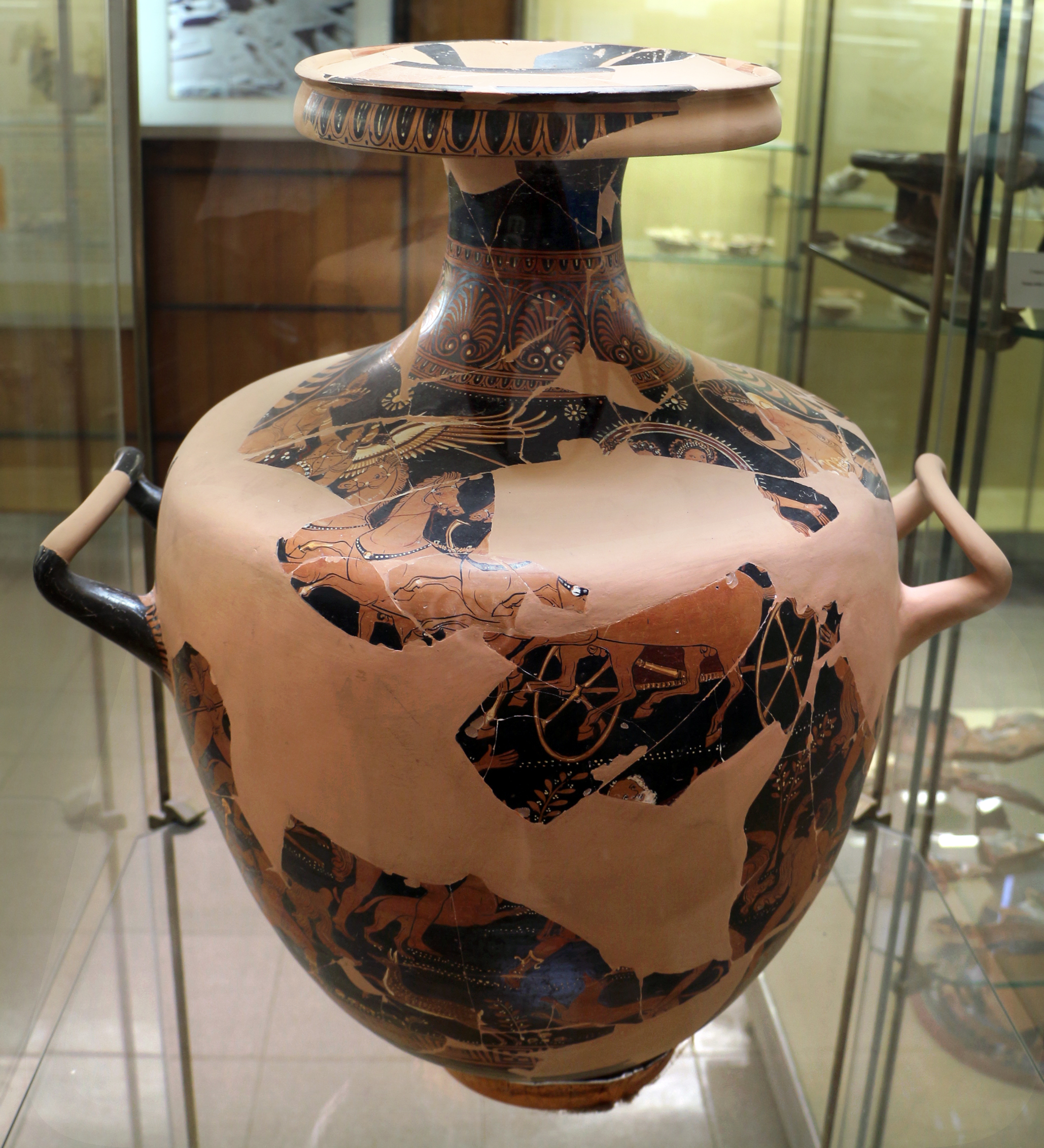
Poterie grecque- tombeau Agip (Altamura).
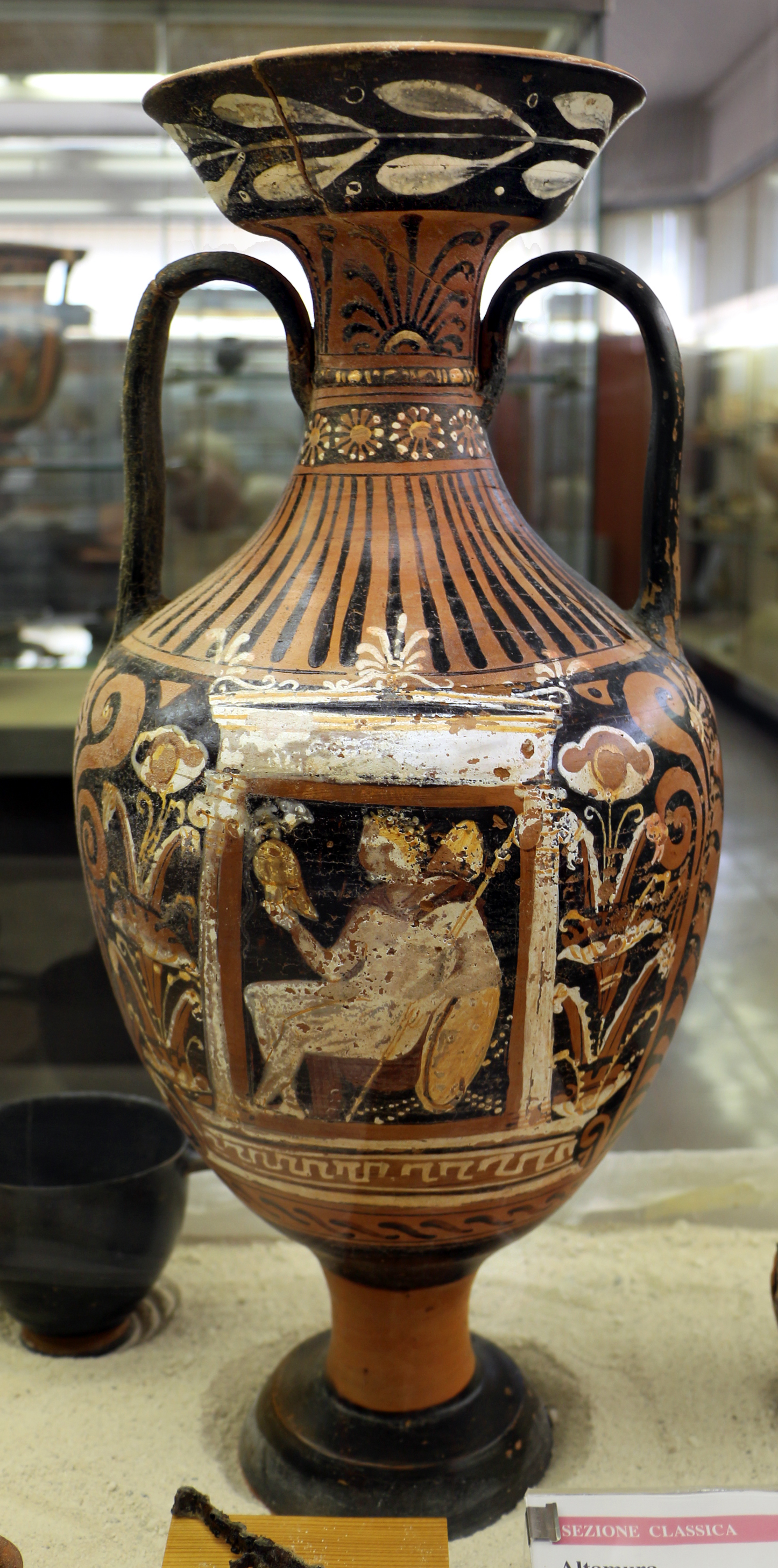
Amphore du IVe siècle av. J.-C. - tombe 1 Altamura (Via Reno).
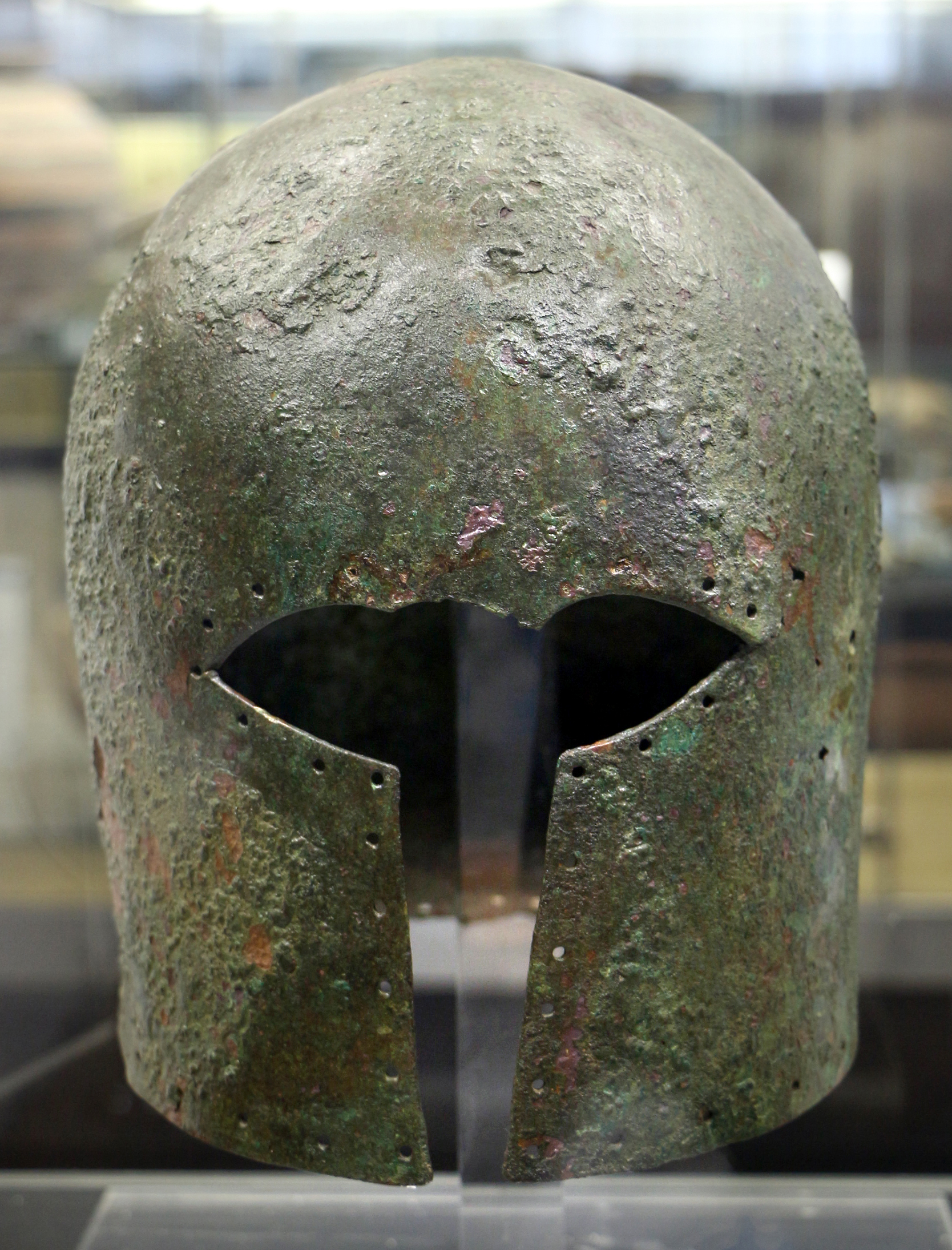
Casquecorinthien du VIe siècle av. J.-C.